# 前奏曲 (肖邦)
蕭邦創作了一些鋼琴獨奏用的前奏曲，包括24首前奏曲（Op. 28）和一些獨立的作品。他並沒有為這些作品加上標題，但阿爾弗雷德·科爾托和汉斯·冯·彪罗於他逝世後各自加上別稱。

## 24首前奏曲, Op. 28
24首前奏曲, Op. 28作於1835-1839年，出版於1839年，為具備全部24調的前奏曲集。部分前奏曲完成於1838-1839年的冬天，當時蕭邦與喬治·桑及其孩子在法德摩薩，避過巴黎潮濕的天氣。蕭邦將此作品之德文版本獻予德國作曲家及鋼琴家Joseph Christoph Kessler（他十年前將其24首前奏曲, Op. 31獻給蕭邦），法文版本獻予出版商及鋼琴製造商Camille Pleyel（他以2000法郎委託創作此作品）。
蕭邦創作此作品時參考了伊格納茲·莫謝萊斯的前奏曲集, Op. 73和巴赫平均律鍵盤曲集的前奏曲。雖然當時前奏曲通常為演奏的引子，但蕭邦的前奏曲為獨立的作品，其本身能傳達一些意念。此外其前奏曲順序以五度圈排列大調，然後再在每一個大調後加以其關係小調（C, a, G, e, ...）。由於此順序依從音樂上的和聲，一些意見為蕭邦認為當中的前奏曲可連續演奏，但一些意見認為蕭邦沒有這樣的看法。蕭邦本人並沒有在任何一場演奏中表演多於四首前奏曲，但自阿爾弗雷德·科爾托起不斷有人將整套前奏曲集演奏。
這些前奏曲缺乏規範的結構，亦十分短（12至90小節），使不少人感到錯愕。舒曼在其樂評形容作奇怪的作品：「它們是速寫、練習曲的萌芽；又或是廢墟、一條條的老鷹羽毛、紊亂且令人困惑之物。」然而李斯特·费伦茨評論：「它們為富詩意的前奏曲，正如一名偉大的詩人會將其靈魂置於美好的夢境中。」

## 其他前奏曲

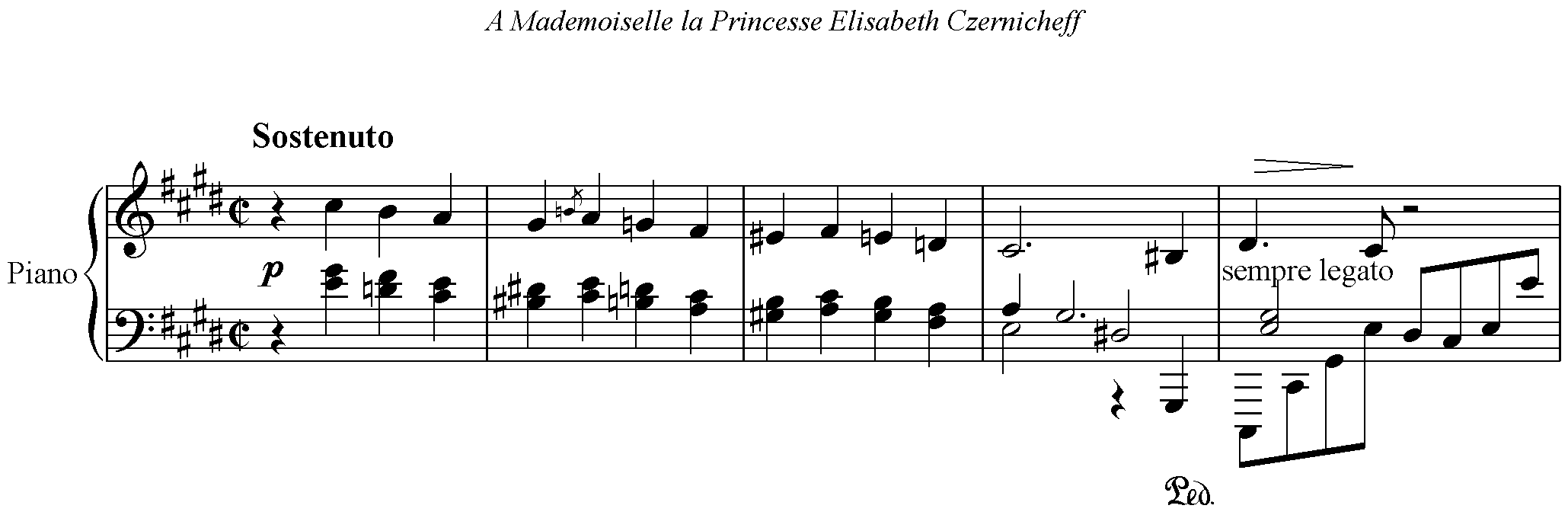
升C小調前奏曲

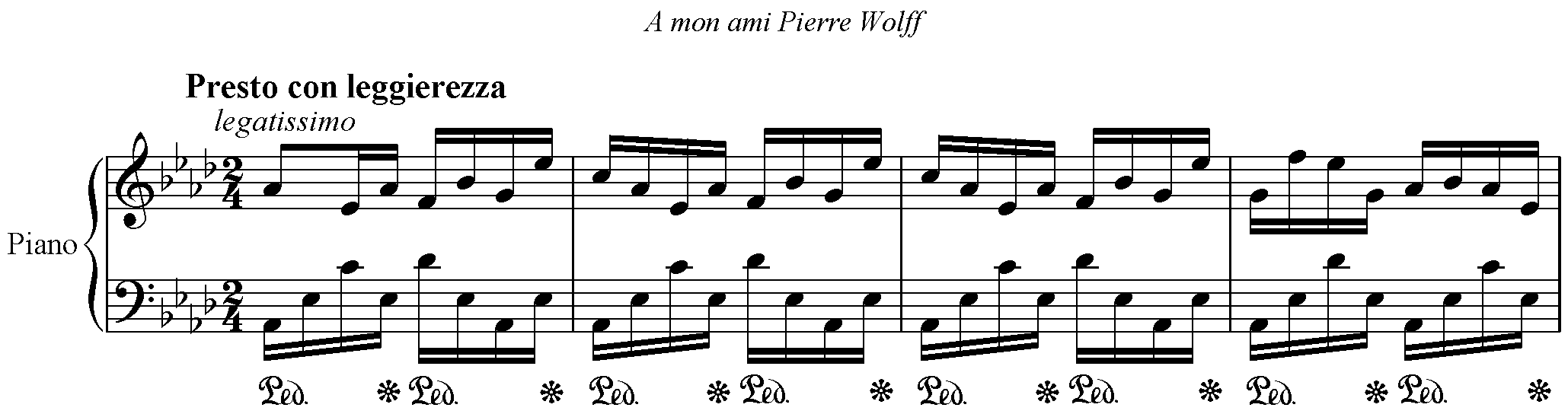
降A大調前奏曲

### 升C小調前奏曲
升C小調前奏曲, Op. 45（No. 25）為升C小調，2/2拍，持續的（Sostenuto），作於1841年，獻給E. Czernicheff公主。相對其大部分前奏曲來說此曲較長，另外此曲基於不變的主題上多作半音移調，使之包括接近全部12種的音調。

### 降A大調前奏曲
降A大調前奏曲（No. 26）為降A大調，2/4拍，起初只題為輕快的急板（Presto con leggierezza），作於1834年，贈予Pierre Wolff，於1918年在日內瓦作為前奏曲出版。樂曲短小而曲風明亮。

### 降E小調前奏曲
降E小調前奏曲（No. 27）為降E小調，賓州大學音樂史教授傑佛瑞·凱爾貝格認為它類似朱塞佩·塔替尼的魔鬼的顫音奏鳴曲，因而也稱它為「魔鬼的顫音」。相信蕭邦沒有完成此曲，並已將它摒棄，而該教授則把已寫下的部分重現。它亦於2002年7月被公開演奏。

## 外部連結
- 蕭邦前奏曲之簡介、樂譜、MIDI於chopinmusic.net
- 前奏曲, Op. 28：国际乐谱典藏计划上的乐谱
- 前奏曲, Op. 28 （页面存档备份，存于）: Musopen的免費樂譜
- 前奏曲, Op. 45 （页面存档备份，存于）：乌托邦计划（英语：Mutopia Project）的多种格式乐谱
- BBC Discovering Music （页面存档备份，存于）: 24首前奏曲, Op. 28